# Конгруентність (психологія)
Конгруентність (лат. congruens, -ntis — співрозмірний, відповідний) в широкому сенсі — рівність, адекватність один одному різних примірників чого-небудь (зазвичай — змісту, вираженого в різних формах, представлених) або узгодженість елементів системи між собою.
У психології — узгодженість інформації, одночасно переданої людиною вербальним і невербальним способом (або різними невербальними способами), а також несуперечність її мовлення, уявлень, переконань між собою; в ширшому сенсі — цілісність, самоузгодженість особистості взагалі. Стосовно до Я-концепції виражає міру відповідності Я-реального до Я-ідеального, що конструюється в процесі самооцінки.
Іноді в близькому до конгруентності значенні використовується поняття автентичності.
Конгруентність або її відсутність у власній поведінці не завжди усвідомлюється індивідом, але практично завжди відчувається в поведінці іншого (свідомо чи ні).
Термін конгруентності введений Карлом Роджерсом.
Прикладами неконгруентної поведінки є лестощі, брехня, ситуації, коли хтось із сумним виглядом говорить про те, як йому весело тощо.
Більш загальне розуміння конгруентності: стан цілісності та повної щирості, коли всі частини особистості працюють разом, переслідуючи єдину мету. Наприклад, якщо особистість відчуває, думає, говорить і робить одне і те ж, в цей момент часу таку особистість можна назвати «конгруентною».
З конгруентною людиною дуже приємно спілкуватися, коли вона конгруентна у своєму вияві доброзичливості, але також можна відчути глибокий страх, коли вона конгруентна в вияві гніву, таку людину легко зрозуміти.

## Неконгруентність
Можливі внутрішні конфлікти:
- страхи
- оцінка зовнішнього вигляду, статусу іншими людьми
- залежності

Причини неконгруентності: імпринти, моделювання, ієрархія критеріїв.

## Методи досягнення
У НЛП конгруентності приділяється велика увага. Вважається, що вміння розпізнавати і моделювати необхідні для успішності багатьох дій. Поняття конгруентності використовується в описі більшості НЛП-технік.
Для досягнення конгруентності можна спрямувати увагу на усвідомлення своїх конфліктів. Складність у тому, що конгруентність передбачає чесність перед самим собою і прийняття самого себе як цілісної особистості без будь-якого оцінювання.
Як одну з технік досягнення конгруентності пропонується використовувати рефреймінг.